# Gamma saussurei
Gamma saussurei är en stekelart som först beskrevs av Edoardo Zavattari 1912.
Gamma saussurei ingår i släktet Gamma och familjen Eumenidae. Inga underarter finns listade i Catalogue of Life.